# 舟山久美子
舟山 久美子（ふなやま くみこ、1991年〈平成3年〉4月29日 - ）は、日本の女性ファッションモデル、タレント。東京都出身。TRUSTAR所属。愛称はくみっきー。

## 略歴
2008年、17歳の時に渋谷でスカウトされ、モデルデビュー。ファッション雑誌『Popteen』で2009年3月号から2010年7月号まで17か月連続表紙の記録を作った。
2010年、寿るい、出岡美咲、ソンイ、鈴木奈々、河西美希、青木英李、村田莉、椎名ひかり、廣瀬麻伊という9名のモデルとともに中国に赴き、日本のギャルシーンの代表として上海万国博覧会に出席し、ギャル文化の広報などを行った。同年、自身初となるスタイルブック『くみっきー』を出版した。
2012年、第5回シューズベストドレッサー特別賞を受賞。
2013年、『SUMMER NUDE』でテレビドラマに初出演。同年、3冊目のスタイルブック『きゅん くみっきー』を出版した。また、クリエイティブディレクターmicoとして、MARK STYLERより新ブランド「MICOAMERI」（ミコアメリ）を立ち上げた。5月に日本ダイエット健康協会による「ダイエット検定」2級に合格、同年12月には同1級に合格。
2014年、『Popteen』7月1日発売の同誌8月号にて卒業を発表した。その後は『with』の専属モデルとして活動。
2019年、それまで在籍していたヴィズミックのマネジメント部門終了に伴い、現在のTRUSTARに所属。2021年7月1日付で同事務所の取締役に就任した。
2023年1月、10年間続けてきたブランド「MICOAMERI」を卒業することを発表した。

## 私生活
父親が山形県出身で母親はハーフのクォーター。兄が1人いる。
2019年9月16日に一般男性と結婚。翌日17日に出演した『ヒルナンデス!』（日本テレビ）の生放送の中で発表した。コロナ禍の影響で2年遅れの2022年7月31日に結婚式を挙げた。
2021年4月16日に第1子妊娠を公表し、同年9月3日に第1子男児を出産した。

### 交友関係
Popteenの同僚だった村田莉・小坂加奈子や、菊地亜美・丸高愛実と仲が良く、舟山を含む5人のグループは『ライラップ』と呼ばれている。特に村田とのコンビは『くみまり』と呼ばれ、このコンビでのPopteen表紙は2009年10月号と2012年3月号の2回飾っている。
先述の結婚後は元SKE48の石田安奈や、同い年のおのののかとも親交を深めている。

## 出演

### 雑誌
- With（2014年11月号 - 、講談社）
- Popteen（角川春樹事務所）
- egg（大洋図書）
- Vanilla girl（ぶんか社）
- RICH magazine Issue2
- ちゃお（小学館、?年5月号）
- Mgirl（MATOI PUBLISHING）
- SWAK（MATOI PUBLISHING）

### ファッションショー
- 仙台コレクション（2009年9月22日）
- gokai FASHION FESTIVAL（2010年9月5日）
- Girls Award
  - 2010 AUTUMN/WINTER（2010年9月18日）
  - 2011 SPRING/SUMMER（2011年4月29日）
- 学園祭Edogawa Gilrs Collection（2010年11月3日）
- Mastermind WORLD in Hong Kong ファッションショー（2010年11月12日)

### CM・広告
- コーセー コスマジック（2010年）
- 富士通 - NTTドコモ「SHIBUYA109系ケータイ」docomo STYLE series F-04C
- ホーユー
- ベルクラシック 93KEY（2013年）
- グリフィン マイブレイクレッドスムージー - イメージキャラクター
  - 屋外広告（2017年6月26日 - 、表参道駅）[26]
- Ravijour（2019年）[27]

### テレビ番組
- 天才てれびくんMAX（2010年10月 - 2011年、NHK Eテレ） - 「くみっきーの放課後レッスン」進行役
- テレビで基礎英語（2012年4月8日 - 2015年3月29日、NHK Eテレ）
- 渋谷LIVE!ザ・プライムショー（WOWOWプライム）
  - 2012年12月3日 ‐ 24日 - 月曜日担当デイリーキャスター[注 2]
  - 2012年11月1日・2013年1月31日・2月14日 - スペシャルゲスト
- Kawaii JAPAN-da!! - （前番組『Kawaii Asia』2014年10月 - MBS/SSTV）- レギュラー出演
- くみっきーダットン（2015年3月31日・2016年3月29日、毎日放送）
- 土曜スペシャルローカル路線バス乗り継ぎの旅Z 第二弾（2017年7月8日、テレビ東京） - 最年少マドンナ
- 鉄道紀行 ニッポンぶらり鉄道旅 (NHK BSプレミアム) - 旅人[注 3]
  - 第114回 紅葉スペシャル（2017年11月23日）
  - 第119回 “冬にワクワク”をさがして（2018年2月1日）
  - 第128回 “5度目の伊豆”をさがして（2018年5月3日）

### テレビドラマ
- SUMMER NUDE 第8話（2013年8月26日 、フジテレビ） - モデル 役

### インターネットテレビ
- アベマ大縁日〜人気番組勢ぞろい！神宮花火大会生中継で豪華プレゼント大放出SP〜（2018年8月11日、AbemaTV）[28]

### PV
- 西野カナ「遠くても feat.WISE」（2009年3月18日）
- YA-KYIM「たぶんきっと」（2009年7月8日）
- 西野カナ「もっと…」（2009年10月21日）
- Lil'B「Memory」（2010年3月3日）
- Love「“愛してる”のOne Word」（2010年12月5日）
- KG「片想いduet with JAMOSA」（2011年4月6日）

## 書籍
- くみっきー（2010年11月18日、角川春樹事務所、編集：Popteen）ISBN 978-4758411677
- くみっきーBeauty（2012年3月15日、角川春樹事務所）ISBN 978-4758411899
- きゅん くみっきー（2013年12月6日、学研教育出版）ISBN 978-4054058811

## カレンダー
- KUMICKY CALENDAR 2010 くみっきーカレンダー 2010（Popteen特別編集、2009年10月29日、角川春樹事務所）